# Massurrealismo
Massurrealismo es el término morfofonológico que representa una fusión del sueño como las visiones de surrealismo, y tecnologías de la Nueva Era, un término acuñado para un género artístico caracterizado por la convergencia del surrealismo y los mass media y la influencia del arte pop. La definición fue creada en 1992 por el artista norteamericano James Seehafer.
El Massurrealismo también se influencia por los medios de comunicación masiva de tiempos postmodernos dónde los ejemplos de la imagenología surreal están presentes bajo formas impresas, películas y videos musicales sin que el observador esté consciente de que está viendo una imagen y escena surreal. La idea de Massurrealismo se orienta más bien en los escritos y teorías de Marshall McLuhan, Jean Baudrillard, James Seehafer, Cecil Touchon que en las de Freud o André Bretón. Explicar el massurrealismo en palabras puede ser difícil, y podría realizarse mejor con ejemplos, ya que las expresiones visuales están en continuo proceso. Otra característica del massurrealismo es el hilo conductor común: el matrimonio entre temas de los medios de comunicación con la técnica de lo surreal, que se expresan individualmente en cada artista. Se trata de unas pocas técnicas que cubren el vacío entre lo tradicional y los nuevos medios. James Seehafer, Sergio C. Spinelli, Alan King, Cecil Touchon y Melanie Marie Kreuzhof son algunos artistas massurrealistas.

## Libros
- James Seehafer / Michael Morris / Philip Kocsis  "Three Essays About Massurrealism" (libro disponible en español) Princeton: University Plaza Press - 2013
- Lantzen, Sean (2004). Massurrealism: A Dossier (a.k.a Massurrealismus: Ein Dossier). Zúrich: Novus Haus. ISBN 0-9759923-0-9.
- Touchon, Cecil (2007). Happy Shopping - Massurrealist Spam Poetry. Fort Worth: Ontological Museum Publications. ISBN 0-615-18244-5.
- Spinelli, Sergio (2012). El Sueño del Bandoneón y otros ensayos sobre el Massurrealismo. Buenos Aires. ISBN 978-987-23523-1-8.

### Lectura complementaria
- "What is new In The Surreal World" - Art and Antiques Magazine, (EE. UU.) marzo de 2006.
- "The Inevitability Of Massurrealism" - Mark Daniel Cohen Wegway No:7 página 52 (Impreso en Toronto Canada) noviembre de 2004.
- "Avant Garde Under Net Conditions" - Perspektive (Impreso en Austria) junio de 2002; y en línea.
- "Massurrealism Yields New Unique Vision" - Nancy A. Hitchcock Computer Artist  (USA) agosto/septiembre de 1996.
- "Los Sueños Que Vienen De Los Carteles Publicitarios" - una crítica: exposición del arte de James Seehafer & massurrealismo "Buenos Aires Cultural" revista (Buenos Aires, Argentina) julio de 2011.
- "James Seehafer y su obra tan original" - artículo sobre James Seehafer,  "Buenos Aires Cultural" revista de Cafe Tortoni (Buenos Aires, Argentina) septiembre de 2011.